# PRIM2
A subunidade grande de DNA primase é uma enzima que em humanos é codificada pelo gene PRIM2.
A replicação do DNA em células eucarióticas é realizada por um complexo aparelho de replicação cromossômica, no qual DNA polimerase alfa e primase são dois componentes enzimáticos chave. O primase, que é um heterodímero de uma subunidade pequena e uma subunidade grande, sintetiza pequenos iniciadores de RNA para os fragmentos de Okazaki produzidos durante a replicação descontínua do DNA. A proteína codificada por este gene é a subunidade primazia pequena de 58 kDa.